# Хойни-Млоде
Хойни-Млоде (пол. Chojny Młode) — село в Польщі, у гміні Ломжа Ломжинського повіту Підляського воєводства.
Населення — 139 осіб (2011).
У 1975-1998 роках село належало до Ломжинського воєводства.

## Демографія
Демографічна структура станом на 31 березня 2011 року:
|          | Загалом | Допрацездатний вік | Працездатний вік | Постпрацездатний вік |
| -------- | ------- | ------------------ | ---------------- | -------------------- |
| Чоловіки | 71      | 20                 | 46               | 5                    |
| Жінки    | 68      | 17                 | 40               | 11                   |
| Разом    | 139     | 37                 | 86               | 16                   |